# 東北管区警察局
東北管区警察局（とうほくかんくけいさつきょく）は、警察庁の地方機関である管区警察局の一つ。東北地方の青森県警察、岩手県警察、秋田県警察、宮城県警察、山形県警察、福島県警察の6県警の監察・業務指導、表彰、広域捜査の調整、大規模災害への対応、警察通信事務などを行う。管内警察職員の幹部教育も担う。局長は警視監。

## 所在地
仙台市青葉区本町3-3-1

## 組織
| 東北管区警察局 |                                                 |        |
| | 総務監察・広域調整部                            | 警務課 |
| 監察課 | 総務監察・広域調整部                            |        |
| 会計課 | 総務監察・広域調整部                            |        |
| 広域調整第一課 | 総務監察・広域調整部                            |        |
| 広域調整第二課 | 総務監察・広域調整部                            |        |
| 高速道路管理室 | 総務監察・広域調整部                            |        |
| 情報通信部 | 通信庶務課                                      |        |
| 情報通信部 | 機動通信課                                      |        |
| 情報通信部 | 通信施設課                                      |        |
| 情報通信部 | 情報技術解析課                                  |        |
| 青森県情報通信部（青森県警察本部内） 岩手県情報通信部（岩手県警察本部内） 宮城県情報通信部（宮城県警察本部内） 秋田県情報通信部（秋田県警察本部内） 山形県情報通信部（山形県警察本部内） 福島県情報通信部（福島県警察本部内） | 通信庶務課 機動通信課 通信施設課 情報技術解析課 |        |

## 東北管区警察学校
- 所在地

宮城県多賀城市丸山1丁目1番1号
- 沿革

1948年（昭和23年）7月：仙台市山田字旗立1-1に「仙台管区警察学校高等部」として開校
1954年（昭和29年）7月：現行警察法施行に伴い「東北管区警察学校」と改称
1956年（昭和31年）：仙台市榴ヶ岡（現榴岡公園）へ移転
1975年（昭和50年）3月：現在地に移転
2012年（平成24年）10月：全国の管区警察学校で初めて新築整備された女性専用寮が完成
- 組織

| 東北管区警察学校長 | 庶務部 | 庶務課             |
| 東北管区警察学校長 | 庶務部 | 会計課             |
| 東北管区警察学校長 | 教務部 | 教務科             |
| 東北管区警察学校長 | 教務部 | 生活安全刑事教官室 |
| 東北管区警察学校長 | 教務部 | 交通警備教官室     |
| 東北管区警察学校長 | 指導部 | 学生科             |
| 東北管区警察学校長 | 指導部 | 警務術科教官室     |

- 校訓

自学自律：自己研鑽に努めるとともに自発性をもって規律を実践すること。
質実剛健：飾り気がなく心身ともに強くたくましいこと。
良識敬愛：優れた見識をもち尊敬と親愛の心を持つこと。
- 教養課程

| 課程               | 期間           | 内容 |
| ------------------ | -------------- | --- |
| 警部補任用科       | 8週            | 警部補に昇任し、又は昇任が予定されている警察官等にその職務の遂行に必要な知識及び技能を 修得させるための課程                               |
| 巡査部長任用科     | 6週            | 巡査部長に昇任し、又は昇任が予定されている警察官等にその職務の遂行に必要な知識及び技能を 修得させるための課程                             |
| 係長任用科         | 2週            | 係長その他の警部補相当職に昇任し、又は昇任が予定されている一般職員にその職務の遂行に必要な知識及び 技能を修得させるための課程             |
| 主任任用科         | 2週            | 主任その他の巡査部長相当職に昇任し、又は昇任が予定されている一般職員にその職務の遂行に必要な知識及び 技能を修得させるための課程           |
| 専科教養           | 必要とする期間 | 警部補以下の階級にある警察官等及び警部補相当職以下の職にある一般職員に特定の分野に関する高度の 専門的な知識及び技能を修得させるための課程 |
| 東北管区機動隊訓練 | 必要とする期間 | 東北管区機動隊員に対し、基礎訓練を反復実施するとともに治安情勢に応じた訓練を実施                                                          |

## 歴代局長
- 塩田透
- 笠原孝志（2008 - 2009）
- 久保潤二（2009 - 2011）
- 熊崎義純（2011 - 2012）
- 太田裕之（2012 - 2013）
- 竹内直人（2013 - 2014）
- 井口斉（2014 - 2015）
- 木岡保雅（2015 - 2016）
- 竹内浩司（2016 - 2017.03.28）
- 得津八郎（2017.03.28 - 2018）
- 斉藤寛（2018 - 2020）
- 世取山茂（2020.04.03 - 2021.04.05）
- 山本有一（2021.04.05 - 2022.04.08）
- 佐藤正顕 (2022.04.08 - )